# Póka Eszter
Póka Eszter (Eger, 1944. február 11. – Budapest, 2015. február 26.) magyar opera-énekesnő (alt). Póka Balázs baritonista testvére.

## Életpályája
Képzőművészeti tanulmányai mellett magánúton tanult énekelni. 1968-ban szerződtette az Operaház énekkari tagnak. Az 1971–72-es évadban ösztöndíjasként volt a társulat magánénekese. 1971. szeptember 24-én debütált a Poppea megkoronázása Fortunájaként. 1979-ben tért vissza az Operába. Első főszerepe a Háry János Örzséje volt. Szép hangja és dekoratív megjelenése miatt olyan szerepeket játszhatott, mint az Aida Amnerise, a Rigoletto Maddalenája és a Don Carlos Ebolija. 1994 májusában lépett fel utoljára a Rajna kincse Erdájaként.
Hangverseny- és dalénekesként is emlékezetes alakításokat nyújtott.
Férje Lendvai György korrepetitor, Lendvai Andor operaénekes fia volt, aki 1989-ben autóbalesetben elhunyt. Egyik lányuk Lendvai Katalin († 2010) modell volt.

## Szerepei
- Pjotr Iljics Csajkovszkij: Jevgenyij Anyegin – Olga; Larina
- Kodály Zoltán: Háry János – Örzse
- Pietro Mascagni: Parasztbecsület – Lola
- Claudio Monteverdi: Poppea megkoronázása – Fortuna
- Claudio Monteverdi: Tankréd és Clorinda párviadala – Elbeszélő
- Wolfgang Amadeus Mozart: A varázsfuvola – Második hölgy
- Jacques Offenbach: Kékszakáll – Isaure de Valleon
- Jacques Offenbach: Hoffmann meséi – Miklós
- Petrovics Emil: Lysistrate – címszerep
- Szokolay Sándor: Az áldozat – [énekes]
- Giuseppe Verdi: Rigoletto – Maddalena
- Giuseppe Verdi: La Traviata – Flora Bervoix
- Giuseppe Verdi: Aida – Amneris
- Giuseppe Verdi: Don Carlos – Eboli hercegnő
- Giuseppe Verdi: Falstaff – Mrs. Meg Page
- Richard Wagner: A Rajna kincse – Erda
- Richard Wagner: Parsifal – III. viráglány; Egy hang